# Robert Buchschwenter
Robert Buchschwenter (* 29. Mai 1964 in Meran, Italien) ist ein in Österreich lebender Drehbuchautor und Dramaturg, Filmkurator, Publizist und Moderator. Gemeinsam mit Hanno Pinter schrieb er das Drehbuch zum 2021 beim Locarno Film Festival uraufgeführten und mit dem Publikumspreis prämierten Film Hinterland von Oscar-Preisträger Stefan Ruzowitzky.

## Leben | Werdegang
Robert Buchschwenter ist in Meran geboren und wuchs in Südtirol (Italien) auf. Im Jahr 1988 zog er nach Wien, wo er an der Universität Wien Geschichte, Philosophie und Soziologie studierte und mit einer Diplomarbeit zur historisch-gesellschaftlichen Kontextualisierung des „Heimatfilms“ abschloss.
Nach seinem Studium arbeitete Buchschwenter als freier Kulturpublizist für diverse Printmedien, Hörfunk und Fernsehen. Neben seiner regelmäßigen freien Mitarbeit für die Tageszeitung Die Presse und die Filmmagazine Meteor und Ray gestaltete er Radiobeiträge für Ö1 und war Sendungsgestalter für den Fernsehsender TIV. Darüber hinaus schrieb er für zahlreiche kulturwissenschaftliche Publikationen über Film, Musik, Populärkultur und Medien.
Robert Buchschwenter betreute als Kurator zahlreiche Filmretrospektiven und Ausstellungen. Als Lehrbeauftragter für Mediengeschichte, Filmtheorie und -analyse, Drehbuch und Dramaturgie war er unter anderem an der Universität Wien, der Universität Salzburg, der  Donauuniversität Krems und dem Filmcollege Wien tätig. 1994 war er Mitinitiator des Universitätslehrgangs Film und Geisteswissenschaften an der Universität Wien, den er bis 1998 mitorganisierte. 2011–2012 bekleidete er an der Akademie der Bildenden Künste Nürnberg eine Gastprofessur. Seit 2014 lehrt er Dramaturgie an der Fachhochschule des BFI Wien.
Als Bereichsleiter für elektronische Angebote war Buchschwenter in den Jahren 2000 bis 2004 bei den Büchereien Wien für den Internetauftritt verantwortlich. 2004 fungierte er als Entscheidungsgremiums-Mitglied der Diagonale (Festival des österreichischen Films), die er 2005 als Produktions-Geschäftsführer mit leitete.
Im Jahr 2008 gründete Robert Buchschwenter mit Ursula Wolschlager die Filmproduktion Witcraft Szenario OG und initiierte 2010 das für den Österreichischen Staatspreis für Erwachsenenbildung nominierte Drehbuch-Entwicklungsprogramm Diverse Geschichten, das er mit Senad Halilbašić betreut.
Neben seiner Haupttätigkeit als Drehbuchautor und -dramaturg kuratiert und moderiert Buchschwenter im Fernsehkanal Okto die Filmsendung „Oktoskop“. Er ist Vorstandsmitglied des Drehbuchforum Wien.

## Filmografie (Auswahl)

### Drehbuchautor
- 2008: Microwave Doping Test (Regie: Gabriele Mathes)
- 2012: Rudi Klein – Eine Reise um den Zeichentisch (Regie: Joerg Burger)
- 2016: Stille Reserven (Regie: Valentin Hitz) – Writing Consultant
- 2018: Die letzte Party deines Lebens (Regie: Dominik Hartl)
- 2019: Kaviar (Regie: Elena Tikhonova)
- 2020: Tatort: Pumpen (Regie: Andreas Kopriva)
- 2021: Hinterland (Regie: Stefan Ruzowitzky)
- 2022: Tatort: Alles was Recht ist (Fernsehreihe)
- 2023: Der Pass, Staffel 3 / Sky-Serie (Regie: Christopher Schier, Thomas Kienast)
- 2024: Friedas Fall (Regie: Maria Brendle) – Co-Autor

### Dramaturgische Beratung
- 2000: Gelbe Kirschen (Regie: Leopold Lummerstorfer)
- 2002: Am anderen Ende der Brücke (Regie: Mai Hu)
- 2010: Die Vaterlosen (Regie: Marie Kreutzer)
- 2010: Talleres clandestinos (Regie: Catalina Molina)
- 2013: Wir fliegen (Regie: Ulrike Kofler)
- 2014: Ma Folie (Regie: Andrina Mracnikar)
- 2014: Global Shopping Village (Regie: Ulli Gladik)
- 2014: Der Vampir auf der Couch (Regie: David Ruehm)
- 2016: Was hat uns bloß so ruiniert (Regie: Marie Kreutzer)
- 2017: CSL (Regie: Christoph Schwarz)
- 2017: Die Migrantigen (Regie: Arman T. Riahi)
- 2017: Sie nannten ihn Spencer (Regie: Karl-Martin Pold)
- 2017: Licht (Regie: Barbara Albert)
- 2018: Das versunkene Dorf (Regie: Georg Lembergh)
- 2019: Die große Zinne (Regie: Reinhold Messner, Simon Messner)
- 2019: Lovecut (Regie: Iliana Estañol, Johanna Lietha)
- 2019: Der Taucher (Regie: Günter Schwaiger)
- 2019: Skin Walker (Regie: Chris Neumann)
- 2021: Und morgen seid ihr tot (Regie: Michael Steiner)
- 2022: Märzengrund (Regie: Adrian Goiginger)
- 2022: Der Fuchs (Regie: Adrian Goiginger)
- 2022: Mermaids don’t cry (Regie: Franziska Pflaum)
- 2023: Schnee (Serie, Regie: Catalina Molina, Esther Rauch)
- 2023: Wer hat Angst vor Braunau? (Regie: Günter Schwaiger)
- 2023: Rickerl – Musik is höchstens a Hobby (Regie: Adrian Goiginger)
- 2024: Jakobs Ross (Regie: Katalin Gödrös)
- 2024: Happy (Regie: Sandeep Kumar)

### Produktion
- 2008: Microwave Doping Test (Regie: Gabriele Mathes)
- 2008: Schwarze Perlen (Regie: Benedikt Rubey)
- 2008: Replay ’08 (Regie: Peter Hörmanseder)
- 2008: Mit Blick auf Wien (Regie: Johanna Moder)
- 2008: Kopfball (Regie: Eva Hausberger)
- 2010: Die Vaterlosen (Regie: Marie Kreutzer)
- 2014: Ma Folie (Regie: Andrina Mracnikar)
- 2016: Was hat uns bloß so ruiniert (Regie: Marie Kreutzer)
- 2017: Anna Fucking Molnar (Regie: Nina Proll)

### Regie
- 2008: RB – Spot für die Kurzfilmrolle „Eleven Minutes“
- 2009: Schlagseite – Werbefilm Österreichische Frauenhäuser und White Ribbon[7]

## Publikationen (Auswahl)

### Herausgeber
- Halbstark. Georg Tressler – Zwischen Auftrag und Autor. (Hgg. mit Lukas Mauer), Wien 2003.[8]

### Artikelbeiträge
- Ein Zustand vollendeter Flüssigkeit. Der Fluß des Seelenlebens bei Bergson und der Fluß der Bilder im Film. In: Heiß/Sierek (Hrsg.): 2. Texte zu Film und Kino. Wien 1992.
- Das Schauspiel – oder: Die Vermittlung des Scheins durch Wahrheit. In: Lang/Seiter (Hrsg.): John Cassavetes. DirActor. Wien 1993.
- Ruf der Berge – Echo des Fremdenverkehrs. Der Heimatfilm: Ein österreichischer Kunjunkturritt. In: Beckermann/Blümlinger (Hrsg.): Import/Export. Zum österreichischen Kino. Fragmente einer unheimlichen Geschichte. Wien 1996.
- History Repeated. (Audio-)Visionen einer Generation, die ihre Jugend zwischen ’68, X und @ verplempert hat. In: Jugendkulturen ’68–’98. Graz 1998.
- Mondflecken auf Kopfbildern. Das Bild zwischen den ’Bildschüben’. In: Gottfried Schlemmer (Hrsg.): Dietmar Brehm. Wien 2000.
- «So ohne weiteres ausdrücken lassen sich nur Senftuben». Das regungslos erregte Schauspiel bei Fritz Lehner. In: Sylvia Szely (Hrsg.): Fritz Lehner. Wien 2002.
- Von aufrichtigen Dirnen und falschen Küssen. Der Prater und seine filmischen Repräsentationen. In: Mattl/Müller-Richter/Schwarz (Hrsg.): Felix Salten, Wurstelprater. Ein Schlüsseltext zur Wiener Moderne. Wien 2004.
- «Johnny, ein Glas Milch». Kino, Pop und der Kampf um den (guten) Geschmack. In: Maderthaner/Musner/Mattl/Horak/Penz (Hrsg.): Randzone. Zur Theorie und Archäologie von Massenkultur in Wien 1950–1970. Wien 2004.
- Venus aus dem Korsett. Vom Entkork(s)en sexueller Phantasien im österreichischen Animationsfilm. In: Dewald/Groschup/Mattuschka/Renoldner (Hrsg.): Die Kunst des Einzelbilds. Animation in Österreich – 1938 bis heute. Wien 2010.
- Schmalz und Ketchup. Zur österreichischen Filmkultur der Nachkriegszeit. In: Peter Payer (Hrsg.): Filme malen. Der Wiener Plakatmaler Eduard Paryzek. Wien 2010.
- An der kurzen Leine. Die Eigenart von Hans Mosers Darstellerkunst. In: Schlemmer/Seeßlen/Rußegger (Hrsg.): Hans Moser. Weltschmerzkomiker. Wien 2021.[9]

## Auszeichnungen
- 2006: Fernsehpreis der Österreichischen Erwachsenenbildung für „Oktoskop“
- 2019: Publikumspreis Spielfilm beim Filmfestival Max Ophüls Preis für Kaviar
- 2021: Publikumspreis beim Locarno Film Festival für Hinterland
- 2021: Preis für Bestes Drehbuch beim Festival de Cine Fantástico de Málaga für Hinterland